# Prickings-Hof
| Prickings-Hof | Prickings-Hof                                            |
| ------------- | -------------------------------------------------------- |
| Gründung:     | ca. 1960                                                 |
| Größe:        | ca. 500 ha                                               |
| Anschrift:    | Niehuser Weg 14 45721 Haltern am See Ortsteil Lehmbraken |

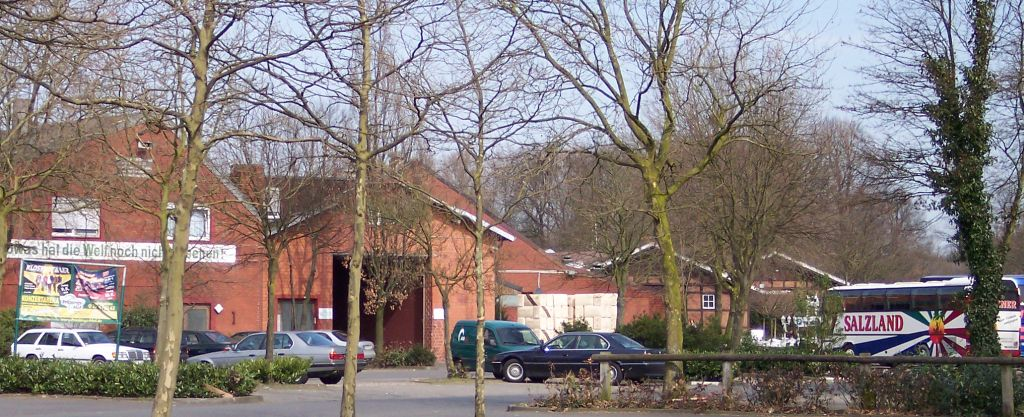
Prickings-Hof

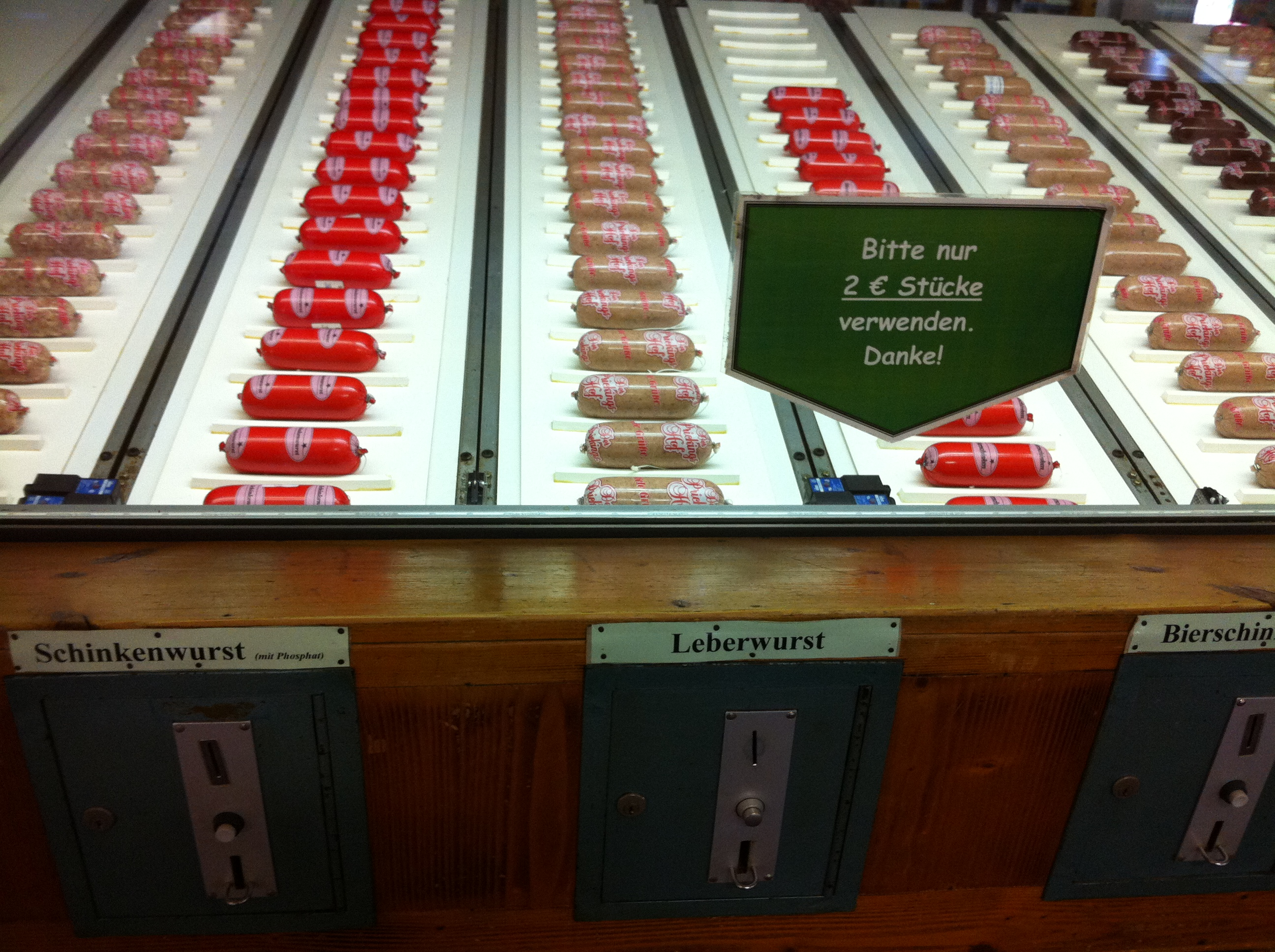
Übergroßer Verkaufsautomat für Wurst

Der Prickings-Hof ist ein Bauernhof in Haltern am See in Nordrhein-Westfalen, ein Ausflugsziel und eine kommerziell vermarktete Sehenswürdigkeit in Privatbesitz. Auf einem etwa 1,5 Kilometer langen Rundgang kann man sich einen aktiven Bauernhof aus der Nähe anschauen. Außerdem werden auf dem Hof Verkaufsveranstaltungen durchgeführt.

## Geschichte
Der Prickings-Hof wurde zwischen 1958 und 1962 von Ewald Döpper (1929–1994) zusammen mit seiner Frau Maria-Henriette geb. Pricking aufgebaut. In den ersten Jahren wurden neue Stallungen für 20 Kühe, 30 Mastbullen, 20 Zuchtsauen, 300 Mastschweine, 8 Milchkühe, 4 Rinder, 30 Hühner und 2 Pferde gebaut. Später kamen ein kleines Schlachthaus und eine bäuerliche Probierstube hinzu. Die Döppers richteten auch einen Hof-Verkauf für Fleisch und Wurst ein.
Es existiert außerdem ein Restaurant, welches nach eigenen Angaben Deutschlands größte bäuerliche Speisegaststätte ist. Die Gaststätte ist auf Großportionen ausgerichtet. Es liegen Beutel aus, um damit Reste der eigenen Mahlzeit mit nach Hause nehmen zu können.
Heute umfasst der Prickings-Hof etwa 500 Hektar Land und ca. 2500 Tiere.

## Sehenswürdigkeiten
In den 1980er-Jahren wurde der Prickings-Hof um einen kleinen Erholungspark erweitert. Auf dem Rundgang durch ihn können etwa 1.000 landwirtschaftliche Geräte, restaurierte Maschinen sowie Traktoren betrachtet werden. Im bäuerlichen Museum befinden sich darüber hinaus mehrere Cadillac-Oldtimer, die Bauer Ewald aufgrund seiner Sammlerleidenschaft erworben hatte.
Alle Fahrzeuge gelten als fahrbereit und werden zu besonderen Anlässen genutzt. Beispielsweise kann einer der Oldtimer mit Chauffeur als Hochzeitsfahrzeug gemietet werden.
Neben einem Freiwildgehege im Rhododendron-Freizeit- und Erholungspark befand sich hier auch der vom Prickings-Hof als „größter Zuchtbulle der Welt“ vermarktete sogenannte Gigant von Kolumbien, der vom Bauern Ewald Ende der 1980er-Jahre ersteigert wurde.

## Medien
Für den Dokumentarfilm Unter deutschen Dächern. Bauer Ewalds Wirtschaftswunder erhielt Constantin Pauli 1985 den Ernst-Schneider-Preis (Sonderpreis).
Neben wiederholten Besuchen regionaler, nationaler und internationaler Medien auf dem Hof sorgte vor allem das Einfliegen von Larry Hagman zu Döppers 65. Geburtstag im Sommer 1994 für ein großes Echo.
Kritische Stimmen wurden bezüglich der Kaffeefahrten zum Prickings-Hof laut. Im Jahr 2016 wurde eine ZDF-Dokumentation  über das Kaffeefahrten-Geschäftsmodell produziert.
Die Vereinigung PETA Deutschland bemängelte die Zustände der Tierhaltung auf dem Gelände. Nach einer Strafanzeige der Organisation kam es zu einem Ermittlungsverfahren gegen den Prickings-Hof, welches aber eingestellt wurde. Im Juni 2012 hat die Generalstaatsanwaltschaft Hamm die Staatsanwaltschaft Essen angewiesen, die Ermittlungen wieder aufzunehmen. In einem Gutachten des Landesamtes für Natur, Umwelt und Verbraucherschutz NRW aus dem Jahr 2014 heißt es: „Die Tiere auf dem Hof zeigen allesamt einen guten Ernährungs-, Pflege- und Gesundheitszustand.“